# متاحف كابيتولين

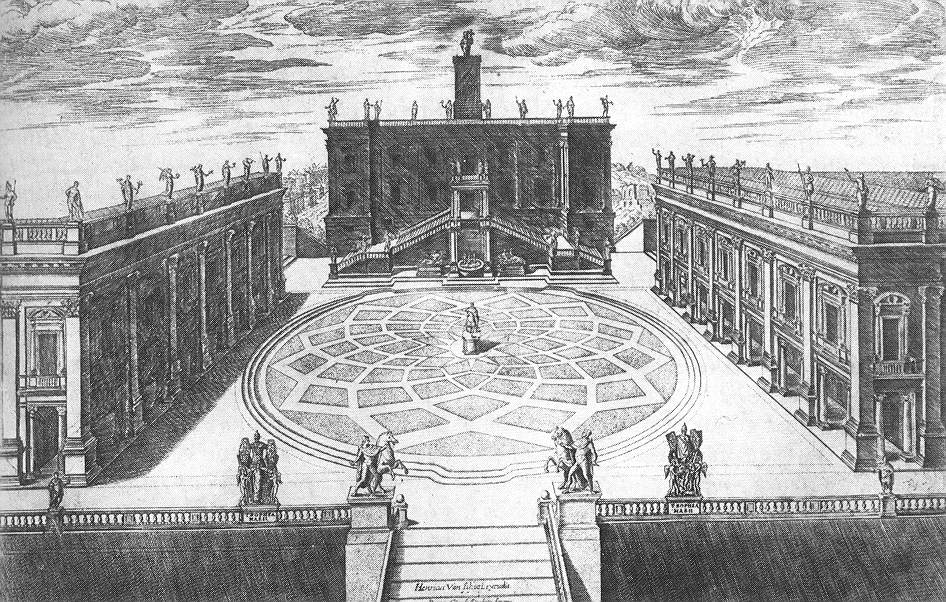
تصميم ميكيلانجيلو لساحة كابيتولين، وهي الآن ملك متاحف كابيتولين. حُفرت بواسطة إتيان دوبريك، 1568.

متاحف كابيتولين ( بالإيطالية: Musei Capitolini) هو متحف واحد يحتوي على مجموعة من المتاحف الفنية والأثرية في بيازا ديل كامبيدوليو، على قمة هضبة كابيتولين في روما، إيطاليا . المقعدان التاريخيان للمتاحف هما Palazzo dei Conservatori وPalazzo Nuovo، ويواجهان الساحة المركزية شبه المنحرفة في خطة صممها ميكيلانجيلو في عام 1536 وتم تنفيذها على مدار أكثر من 400 عام. يمكن تتبع تاريخ المتحف عام 1471، عندما تبرع البابا سيكستوس الرابع بمجموعة من البرونزات القديمة المهمة لشعب روما ووضعها على تل الكابيتولين. منذ ذلك الحين، نمت مجموعة المتاحف لتشمل العديد من التماثيل الرومانية القديمة والنقوش وغيرها من القطع الأثرية؛ مجموعة من فنون العصور الوسطى وعصر النهضة ؛ ومجموعات من المجوهرات والعملات المعدنية وغيرها من العناصر. المتاحف تملكها وتديرها بلدية روما.

## روابط خارجية
- Capitoline Museums official website (English language version). Retrieved April 26, 2010.
- Capitoline Museums research website (English/German/Italian language versions).